# Bogoslovska smotra
Bogoslovska smotra (lat. Ephemerides Theologicae Zagrabienses) je hrvaška teološka znanstvena revija, ki jo izdaja Katoliška teološka fakulteta v Zagrebu. Revija izhaja od leta 1910.

## Zgodovina
Začel jo je Josip Pazman leta 1910 v sodelovanju z Edgarjem Leopoldom kot posebno številko Katoliškega lista. Od tretjega letnika sta Teološko revijo urejala profesorja Josip Pazman in Fran Barac, do leta 1919, ko sta zaradi povojnih težav izšli le dve številki, nato pa je prenehal izhajati. Ponovno je začel izhajati leta 1923., kot glavno glasilo Hrvaške bogoslovne akademije, ki ga ureja Katoliška teološka fakulteta v Zagrebu, pod uredništvom profesorja Stjepana Bakšića, od leta 1925 pa tudi profesorja Andrije Živkovića. Leta 1939 sta uredništvo prevzela profesorja Đuro Gračanin in Janko Oberški. Takrat se je obseg povečal na 6 zvezkov po 5 listov na leto. Po letu 1944, v prvih desetletjih Jugoslavije, se je zgodila najdaljša prekinitev in najgloblja kriza izdajanja revije. Leta 1963 so se ustvarili pogoji za ponovno izdajanje revije.
Smotra je bil poleg Glasa Koncila pomemben promotor 2. vatikanskega koncila v znanstvenem in teološko-cerkvenem obsegu. Da bi znanstvene prispevke hrvaških teologov in filozofov ponesli izven hrvaškega govornega področja, si profesorji Katoliške teološke fakultete že od začetka 2000-ih prizadevajo, da bi del tega dela objavili v tujih jezikih. Fakultetni svet je v letu 2019 sklenil, da se obstoječim štirim tiskanim številkam doda peta številka kot elektronska revija v tujih jezikih.